# Per Mathias Høgmo
Per Mathias Høgmo, född 1 december 1959 i Gratangen i Norge, är en före detta norsk fotbollsspelare och fotbollstränare.
Som spelare spelade han i bland annat IFK Norrköping och Tromsø IL. Han har tränat Norges damlandslag, som han vann OS-guld med år 2000, och många åldersbestämda landslag för pojkar i Norge. Han har tränat de norska klubblagen han har tränat är Moss FK, Tromsdalen, Tromsø IL och Rosenborg BK. Den 15 maj 2013 presenterades Høgmo som ny huvudtränare för Djurgårdens IF.
Den 27 september 2013 presenterades Høgmo som ny förbundskapten för Norges herrlandslag i fotboll  från och med 1 januari 2014. Han skulle också leda Norges återstående landskamper hösten 2013. Høgmo arbetade parallellt med förbundskaptensjobbet också som rådgivare för Djurgården. Efter 10 segrar, 7 oavgjorda matcher och 18 förluster slutade han som landslagstränare i november 2016.
Høgmo har sedan 2010 arbetat med en doktorsavhandling i prestationskultur vid Universitetet i Tromsø.
Den 9 juni 2021 tillkännagavs det att Høgmo skulle återvända till Sverige som tränare för BK Häcken.
Under Per-Mathias ledning värvade BK Häcken spelare som Kristoffer Lund, Even Hovland, Mikkel Rygaard och Lars-Olden Larsen. Högmo fick även fart på stjärnan Alexander Jeremejeff som vann skytteligan med sina 22 mål och blev efter säsongen 2022 utsedd till "Årets bästa spelare" samt "Årets forward" i Allsvenskans stora pris. Efter säsongen 2022 blev även nyförvärvet Rygaard utsedd till "Årets mittfältare" i Allsvenskans stora pris.
Säsongen 2022 vann Häcken med Høgmo Allsvenskan i Sverige. Efter guldsäsongen förlängde BK Häcken Per-Mathias Høgmos kontrakt med ett år. Förlängningen innebär att han stannar över 2024.
Den 8 december 2023 blev Høgmo klar som ny huvudtränare för japanska Urawa Red Diamonds.